# 幡随意
幡随意（ばんずいい、天文11年10月15日（1542年11月21日）- 慶長20年1月5日（1615年2月2日））は、戦国時代から江戸時代初期にかけての浄土宗の学僧。相模国の出身。号は演蓮社智誉向阿白道。

## 生涯・業績
幡随意は天文11年に相模国藤沢郷（現在の神奈川県藤沢市）で中世末期の川島党の惣領家・豪族川島氏の子として生まれた。しかし、9歳の頃から出家の志があったといい、11歳の歳には同国の玉縄二伝寺（藤沢市所在）で出家し、幡随意と号した。
その後鎌倉の光明寺で浄土教学を修め、武蔵国川越の蓮馨寺の存貞にも学んだ。慶長6年（1601年）徳川家康の命により江戸にて浄土宗法論の奉行役を務め、翌・慶長7年（1602年）に京都百万遍知恩寺の33世住持となる。慶長8年1603年には家康によって招聘され、江戸神田駿河台に新知恩寺（のちの関東十八檀林の一つ幡随院）を開創した。慶長18年（1613年）徳川家康の命により九州に下り、キリシタンの改宗に力を尽くした。和歌山の万性寺を開創後の慶長20年に入寂、74歳であった。